# David Květoň
David Květoň (* 3. ledna 1988, Nový Jičín) je český hokejista. Dvakrát se účastnil MS do 18 let a jedenkrát se zúčastnil MS do dvaceti let. V sezóně 2006/2007 sehrál 19 utkání v extralize za Vsetín.
- Draft NHL – 2006, New York Rangers 104 místo.

## Hráčská kariéra
- 2003/2004 HC Vsetín
- 2004/2005 HC Vsetín
- 2005/2006 HC Vsetín
- 2006/2007 HC Vsetín
- 2006/2007 HC Vsetín, Gatineau Olympiques QMJHL
- 2007/2008 HC Oceláři Třinec
- 2008/2009 HC Oceláři Třinec
- 2009/2010 HC Oceláři Třinec
- 2010/2011 HC Oceláři Třinec
- 2011–2012 HC Oceláři Třinec
- 2012–2013 HC Oceláři Třinec
- 2013–2014 Kärpät Oulu (do 2. 10. 2013), HC Oceláři Třinec (od 18. 10. 2013)
- 2014–2015 BK Mladá Boleslav, Piráti Chomutov
- 2015–2016 Piráti Chomutov
- 2016–2017 HC Vítkovice Steel
- 2017–2018 HC Vítkovice Ridera (E)
- 2018–2019 HC Vítkovice Ridera (E)
- 2019–2020 HC Oceláři Třinec, HC Košice
- 2020–2021 nehrál
- 2021–2022 HK Nový Jičín (3.liga)
- 2022–2023 HK Nový Jičín (3.liga)